# Sokolov

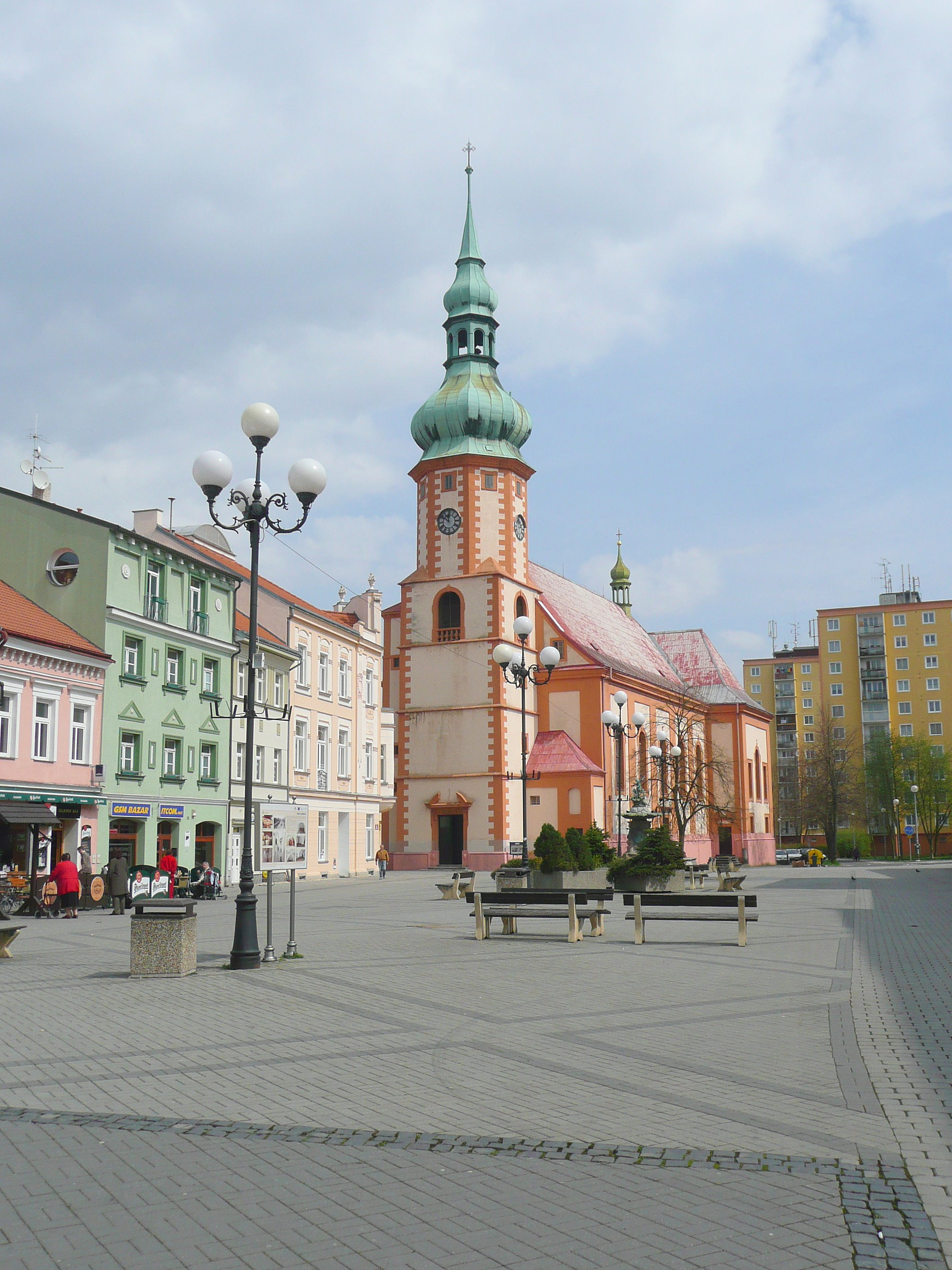
Església de San Jacob

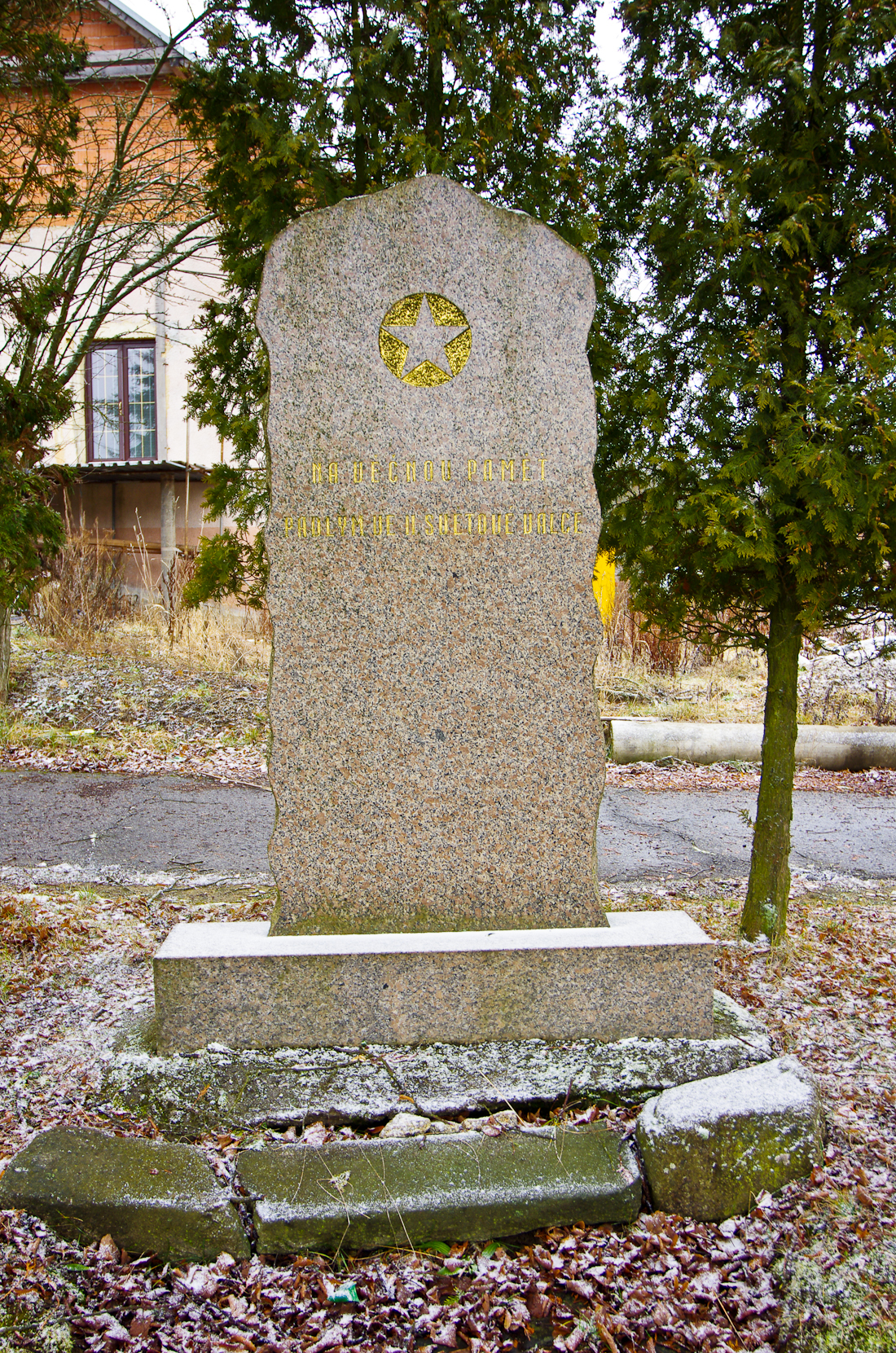
Monument a les víctimes de la Segona Guerra Mundial

Sokolov (fins a l'any 1948 en llengua txeca: Falknov nad Ohří, en llengua alemana: Falkenau an der Eger) és una ciutat pertanyent a la Regió de Karlovy Vary a la República Txeca. Es troba al nord-est de Cheb i a l'oest de Karlovy Vary. Té vora 28.000 habitants.
Durant Segona Guerra Mundial, es va instal.lar a la ciutat un dels subcampos que pertanyien al camp de concentració de Flossenbürg. Va ser alliberat el 6 de maig de 1945 per la Primera Divisió d'Infanteria dels Estats Units.